# Črnosečna mrzlica
Črnosečna mrzlica (angleško blackwater fever) je zaplet pri malariji, pri katerem hemoglobinurija (prisotnost hemoglobina v urinu) povzroči akutno odpoved ledvic, seč pa se obarva temno rjavordeče. Pojavlja se bolj ali manj samo pri okužbi z zajedavcem Plasmodium falciparum, čeprav je bil opisan primer okužbe s P. vivax.
Do zapleta pride zaradi obsežne hemolize, tj. razkroja eritrocitov, in posledične sprostive hemoglobina zaradi delovanja antimalaričnega zdravila kinina, predvsem zaradi nepremišljene in uporabe in prevelikih odmerkov. Do zapleta so nagnjeni predvsem ljudje z različnimi nepravilnostmi eritrocitov, npr. podedovanega pomanjkanja glukoze-6-fosfat dehidrogenaze. Incidenca zapleta naj bi upadla v zadnjih letih zaradi nadomestitve kinina z blažjimi antimalariki.
Črnosečno mrzlico je v antiki opisal že Hipokrat, v srednjem veku pa verjetno Gilles de Corbeil. Bolezen je sicer prvi poimenoval McCormack Easmon.